# Герчешть (комуна)
Герчешть, Герчешті (рум. Ghercești) — комуна у повіті Долж в Румунії. До складу комуни входять такі села (дані про населення за 2002 рік):
- Герчешть (883 особи)
- Гирлешть (461 особа)
- Лункшору (103 особи)
- Унгурень (303 особи)
- Унгуреній-Міч (60 осіб)

Комуна розташована на відстані 175 км на захід від Бухареста, 7 км на північний схід від Крайови.

## Населення
За даними перепису населення 2002 року у комуні проживали 1810 осіб, усі — румуни. Усі жителі комуни рідною мовою назвали румунську.
Склад населення комуни за віросповіданням:
| Релігія     | Кількість осіб | Відсоток |
| ----------- | -------------- | -------- |
| православні | 1790           | 98,9%    |
| адвентисти  | 13             | 0,7%     |
| бретрени    | 2              | 0,1%     |